# Ranunculus populago
Ranunculus populago Greene – gatunek rośliny z rodziny jaskrowatych (Ranunculaceae Juss.). Występuje endemicznie w północno-zachodniej części Stanów Zjednoczonych – w północnej części Kalifornii, w Oregonie, południowo-wschodniej części stanu Waszyngton, środkowym i północnym Idaho oraz w zachodniej Montanie. 

## Morfologia
PokrójBylina.
LiścieW zarysie mają kształt od półokrągłego do owalnego. Mierzą 1,5–5 cm długości oraz 1,5–3 cm szerokości. Nasada liścia ma sercowaty kształt. Brzegi są całobrzegie lub karbowane. Wierzchołek może być od ostrego do zaokrąglonego. Ogonek liściowy jest nagi i ma 1,5–9 cm długości.
KwiatySą pojedyncze. Pojawiają się w kątach pędów. Mają 4 lub 5 eliptycznych działek kielicha, które dorastają do 3–5 mm długości. Mają 5 lub 6 odwrotnie owalnych i żółtych płatków o długości 4–9 mm.
OwoceNagie niełupki o długości 1–2 mm. Tworzą owoc zbiorowy – wieloniełupkę o półkulistym kształcie i dorastającą do 4–5 mm długości.

## Biologia i ekologia
Rośnie w rowach, stawach i na podmokłych łąkach. Występuje na wysokości od 1300 do 2000 m n.p.m. Kwitnie od kwietnia do sierpnia. 